# Psychologie politique
 (janvier 2021).
 (janvier 2021).
- Si vous ne connaissez pas le sujet, laissez ce bandeau (vous pouvez alors contacter les auteurs).
- Si vous supprimez le contenu mis en cause (vous pouvez préalablement contacter les auteurs),

argumentez précisément cette suppression dans la page de discussion
(un manque de référence n'est pas un argument ; une recherche réelle de référence doit avoir été effectuée, être formellement documentée).
La psychologie politique étudie les liens entre les attitudes, pratiques politiques collectives et individuelles et le psychisme humain.

## Repères historiques
Dès l'antiquité, une importance a été attachée au lien entre la psychologie humaine et la pratique politique. C'est le cas par exemple avec l'étude par Aristote de la magnanimité, vertu essentielle des gouvernants selon lui. Après cette approche des qualités des gouvernants, on se rapprocha de l'étude de celles des peuples, par exemple avec Montesquieu, qui affirme que c'est en république que la vertu est la plus nécessaire : la vertu est le fondement du gouvernement républicain, comme la peur est celui du gouvernement despotique. Cette évidence conduisit la Philosophie des Lumières à souligner l'importance de l'instruction du peuple. Enfin, tout au long du XIXe siècle, et à commencer par l'étude d'Alexis de Tocqueville De la démocratie en Amérique, sur la forme que pourrait prendre insidieusement la tyrannie dans une démocratie, les liens entre le psychologique et le politique se trouvent fortement impliquées dans la formation de diverses « écoles de pensée » dont la psychologie politique contemporaine est l’héritière.
Toutefois, c’est à la fin des années cinquante que se détachent plusieurs domaines qui formeront plus tard l'arrière-fond des études de psychologie politique. Parmi ceux-ci, la dynamique des groupes et les études sur les sources du pouvoir ; la psychologie de l’autoritarisme (avec les études sur la personnalité autoritaire de Theodor Adorno et l'expérience de Milgram), l’influence sociale et la persuasion, le leadership dans les organisations, la personnalité des personnages politiques et les déterminismes socioculturels, les communications de masse et les processus électoraux (étudiés en particulier par Seymour Martin Lipset). Ces analyses ont récemment été complétées par les travaux de Christopher Lasch et de Richard Sennett.

## Une construction interdisciplinaire
[réf. souhaitée] Aucune définition canonique ne semble convenir à cette approche tant les sources d’inspiration, remontant à l’invention de la politique, et les doctrines interprétatives, ancrées dans les sciences humaines, ont trouvé des niches d’implantation dans les nouveaux champs disciplinaires ouverts à la fin du XIXe siècle. Pourtant, la psychologie politique n’est pas seulement une branche de la psychologie, ni de la sociologie ni de la politologie ou science politique, elle reste un carrefour des connaissances en quête d’un paradigme fédérateur et d’une place indépendante au cœur des sciences sociales et des sciences politiques. Son mérite premier est la tentative d’articuler plusieurs approches : l’histoire des civilisations, les questions de philosophie politique, la sociologie compréhensive, le ré-examen de la psychologie sociale collective, l’anthropologie socioculturelle, l’économie politique critique. Quant au fil conducteur méthodologique c’est une posture a-dogmatique dans la diversité et l’unité de l’humain. D’autant que les chantiers de recherche rappellent une vision élargie dans le temps et dans l’espace.

## Les psychologies politiques dans le monde
La Société internationale de psychologie politique est créée en janvier 1978, aux États-Unis, ainsi qu'une revue Political Psychology en 1979, et un congrès annuel .

## Les traces de la psychologie politique en France
En France la poussée est restée paradoxale. Après une longue absence, l’essentiel des contributions en psychologie politique se situent à l’ombre des courants universitaires dominants, notamment de la psychologie sociale et des sciences politiques. La fondation de l'Association française de psychologie politique (AFPP) à l'Université de Caen le 22 novembre 1999 est une première tentative pour élargir la perspective et rendre possible la construction des passerelles avec d’autres disciplines concernées. La publication depuis 2002 de la revue Les C@hiers de psychologie politique (en ligne) est l’effort d’un groupe d’universitaires pour maintenir le dialogue et la proposition d’une vision partagée sur la question politique même si le cloisonnement institutionnel entre les disciplines rend l’articulation difficile et lente.

## La psychologie politique
La psychologie et la politique représentent deux mots qui reviennent souvent dans l’espace public, et si la définition de chacune est approfondie, il y aura forcément un lien étroit entre les deux. C’est en sens qu’une question se pose sur la nature de la psychologie politique. Qu’est-ce la psychologie politique ? Pourquoi ce mot existe-t-il dans l’espace public ? Qu'est-ce que cela définit-il dans la sphère publique ? Comment entre-t-elle en collision avec la communication politique ?  Il sera alors nécessaire de répondre à cet ensemble de questions qui ont sûrement titiller la curiosité de plusieurs individus.
Sachant que la psychologie politique pourrait être définie comme étant l’étude de l'interaction entre les processus politiques et les processus psychologiques et que les capacités cognitives (processus psychologique) ont un impact sur la prise de décisions des leaders politiques (processus politique). La psychologie politique représente le socle des interactions et des activités en communication politique.
En effet, la psychologie déteint sur plusieurs disciplines et constitue même parfois le fondement de ces derniers. “ Des approches plus précises la définissent comme « l’étude scientifique des faits psychiques, la connaissance empirique ou intuitive des sentiments, des idées, des comportements d’autrui et des siens, l’ensemble des manières de penser, de sentir, d’agir qui caractérisent une personne, un animal, un groupe, un personnage” [i].
Pour le cas de la psychologie politique, celle-ci désigne l’ensemble des réflexions, des états d'âme, des positions mentales des différents acteurs politiques dans leurs interactions.  Elle anime les faits et les gestes de l’orateur (celui qui transmet le message) ainsi que l'interprétation et la réponse du récepteur (celui qui reçoit le message). L’intention des acteurs politiques s’inscrit dans la logique de la psychologie politique.
En réalité, la posture psychologique est très importante en communication politique à partir du moment où cette dernière représente généralement l’ensemble des campagnes sur la production et la transmission de l’information ainsi que l'interprétation de cette dernière. “Elle veut répondre à l'impératif de l'action : quand agir, comment agir, dans quelles limites agir ? Le Bon la veut utile et capable de mieux maîtriser les règles de gouvernement : la psychologie politique ou science de gouverner, est pourtant si nécessaire que les hommes d’État ne sauraient s’en passer. Ils ne s'en passent donc pas, mais faute de lois formulées, les impulsions du moment et quelques règles traditionnelles fort sommaires, constituent leurs seuls guides” [ii]. Ce cycle s'ensuit généralement de l’intention des acteurs politiques, et ce sont ces mêmes intentions qui renvoient et appartiennent à la psychologie politique. Les acteurs politiques producteurs des informations et des messages le font en fonction de leurs intentions qui vont résulter de la nature des messages et des informations qui seront produites. Tout ce processus allant de l’intention du communicant politique jusqu’aux différentes stratégies mises en place pour informer, convaincre et influencer naissent de la psychologie de l’acteur.
“Grâce à des moyens de communication de masse, l’organisation expose les publics à des « espaces-temps » où sont transmis des procédés, articulant des systèmes de signes (linguistiques, sémiotiques, esthétiques) capables de produire les effets escomptés. Les personnes qui, au sein d’un contexte socio-physico-temporel de réception, sont en contact sensoriel avec ces dispositifs, sont susceptibles de mettre en œuvre des traitements conscients ou non conscients d’informations qui, dans certaines conditions, conduisent à la formation, au renforcement ou au changement de leurs représentations cognitives ou affectives et, parfois, de leurs comportements” [iii]. Ainsi, les médias qui représentent l’un des éléments majeurs assurant le dépliage de la communication politique au sein de l’espace public, s’adaptent à une psychologie politique pour pouvoir diffuser des informations visant à influencer ou à informer. L'orateur politique s’attaque alors à la psychologie du récepteur pour atteindre ses objectifs.
[i] Demont, É. (2009). Introduction. Qu’est-ce que la psychologie ?. Dans : , É. Demont, La psychologie (p. 5-18). Auxerre: Éditions Sciences Humaines. https://www.cairn.info/la-psychologie--9782912601766-page-5.htm
[ii] Lecomte, J. (2017). 23. La psychologie politique. Dans : , J. Lecomte, 30 grandes notions de la psychologie (pp. 108-111). Paris: Dunod.
https://www.cairn.info/30-grandes-notions-de-la-psychologie--9782100763474-page-108.htm
[iii] Chabrol, C., Courbet, D. & Fourquet-Courbet, M. (2004). Psychologie sociale, traitements et effets des médias. Questions de communication, 5, 5-18. https://doi.org/10.4000/questionsdecommunication.722

## Versant controversé: la psychologie des dirigeants politiques (exemples)
Si le recours à la psychologie pour comprendre les déviances et l'usage de la violence est une approche actuellement préconisée (par exemple : Pierre Legendre), un aspect controversé de la psychologie appliquée à la politique est l'étude des caractéristiques psychologiques des gouvernants. En effet, sans relation suivie avec le patient ou sans l'usage de tests psychotechniques reconnus, la démarche est déontologiquement contestable et risque d'être vaine.
Alice Miller, dans C'est pour ton bien, racines de la violence dans la psychologie de l'enfant (1985), pense pouvoir établir un lien entre les attitudes politiques d'Adolf Hitler et les maltraitances qu'il aurait subies durant l'enfance. De même ont suscité des interrogations, en 2017 et 2018, les travaux sur le psychisme d'un dirigeant comme Donald Trump,.

## La critique psycho-politique de la psychologie
Une présentation du champ de la psychologie politique serait néanmoins réductrice si on la limitait à la mise en perspective en sens unique de la politique, et si on ne l'ouvrait pas au mouvement critique inverse, à savoir l'examen politique et critique de la psychologie. On reconnaîtra ici par exemple la dénonciation humaniste et politique de l'usage de la psychiatrie punitive en URSS, mais aussi les champs ouverts, à gauche, dans les années 1960 et 1970 par Michel Foucault, Félix Guattarri, l'antipsychiatrie et un mouvement comme le MLF avec sa tendance Psychépo (Antoinette Fouques), ou bien encore par Jean Oury, et jusque dans les implications éducatives et sociétales de la psychologie par Fernand Oury. Cette critique politique de la psychologie fut faite au nom d'une autre manière de penser la politique, la psychologie et le psychique, allant jusqu'à la remise en cause de la notion de sujet, par exemple chez Michel Foucault ou Judith Butler. Cette remise en cause des normes du psychisme (ou, dans ce cadre, des prétendues normes) est une ligne de pensée où l'on trouve Gayle Rubin, Monique Wittig, et la question du genre, apparu non plus naturel ou psychique, mais aussi construit et politique. De telles approches radicales sont parfois résumées dans l'expression de French Theory. Mérite aussi d'être citée la critique de la soumission de l'humain à l'objet chez Marx (fétichisme de la marchandise), reprise par Georg Lukács, prolongée par le situationnisme, Guy Debord et par Jean Baudrillard, lesquels montrent le rapport dialectique entre pensée et réalité, sur fond d'aliénation, de société de consommation et de politique spectacle. Pour ces auteurs, comme pour Joseph Gabel, c'est la situation matérielle (notamment les rapports humains déterminés par l'économie) qui définit le type de fonctionnement de la conscience, laquelle, aujourd'hui hantée par la puissance de l'objet, n'arrive plus à se comprendre elle-même ni à comprendre le fonctionnement réel du monde, car elle est, en référentiel marchand, une fausse conscience. On notera aussi la position critique et politique de Georges Politzer dans Critique des fondements de la psychologie (1928), où il condamne aussi bien l'introspection que le behaviorisme.

## De l’utilité de la psychologie politique
Dans un premier temps la psychologie politique est perçue par ses initiateurs (notamment G. Le Bon) sous l’angle utilitaire de l’art de gouverner. Plus tard, les connaissances sur les phénomènes psychologiques (individuels) et les phénomènes politiques (collectifs) forment une base solide à la constitution d’une discipline à part entière. D’où sa place transversale dans les sciences humaines et sociales (SHS) et son besoin de réaffirmer ses options, à la fois épistémologiques et méthodologiques, dont l’analyse holiste des problèmes de la société contemporaine. Souhaitant avant tout participer à la construction du sens dans le cadre sociétal, elle rappelle, comme le dit Alexandre Dorna évoquant Blaise Pascal, que "la logique de la raison dérape sans la logique du cœur". Elle peut aider à comprendre comment des habitants peuvent politiquement réagir après des séquelles de guerre, et s'intéresse donc à la polémologie. C'est encore le lien entre psychologie, droit, philosophie et politique qui est en jeu dans des attitudes de réconciliation politique comme la Commission de vérité et de réconciliation initiée par Nelson Mandela et Desmond Tutu, et dans la mise en place de la justice transitionnelle.

### En français
- Boutmy, Emile (1901). - Essai d'une psychologie politique du peuple anglais au XIXe siècle. Paris : A. Colin.
- Barus-Michel J. Giust-Desprairies F. et Ridel L. (1996) : Crises: Une approche de psychologie sociale clinique. Desclée de Brouwer (Paris).
- Barus-Michel J. (2007) : Le politique entre les pulsions et la loi. Eres. Paris.
- Dorna A. et Ghiglione R. (l990) : Psychologies Politiques. Psychologie Française. T. 35-2. Paris.
- Dorna A. et Sabucedo J.M. (2006) : Études et chantiers de psychologie politique ; L’Harmattan. Paris ;
- Dorna A., Quellien J. Simonnet S. (2008) : La propagande : images, paroles et manipulation. L(Harmattan. Paris.
- Enriquez E. (1991) : Les figures du maître. Arcantere. Paris.
- Elster J. (1990): Psychologie politique. Minuit. Paris.
- Le Bon G. (1911): La psychologie politique et la défense nationale. Amis de G. Le Bon. Paris
- Montero M. (1990) : La psychologie politique latino-américaine: une discipline du social. Psych. Française. Vol. c35,no 2. Paris.

### En anglais
- Jesse Graham, Jonathan Haidt, and Brian A. Nosek, "Liberals and Conservatives Rely on Different Sets of Moral Foundations", Journal of Personality and Social Psychology, 2009, Vol. 96, No. 5, 1029 –1046
- Ravi Iyer, Spassena Koleva, Jesse Graham, Peter Ditto & Jonathan Haidt, "Understanding Libertarian Morality: The Psychological Dispositions of Self-Identified Libertarians", Plos One, 2012.